# Varmvattenberedare

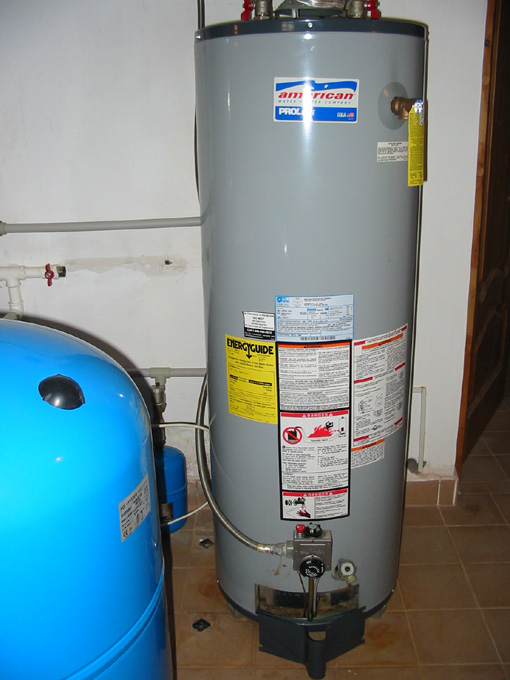
En varmvattenberedare som drivs med gas.

Varmvattenberedare, ibland förkortat som VVB, är en apparat som används för att värma vatten som ska användas i byggnader till tvätt, bad, dusch och liknande.
Som värmekälla kan till exempel användas elpatron, fjärrvärme, olja, naturgas, gasol, Solvärme eller en värmepump. Villor utan fjärrvärme kan ha en villapanna för olika bränslen med en inbyggd varmvattenberedare. För att undvika tillväxt av legionellabakterier måste en tillräckligt hög temperatur hållas i varmvattenberedaren. 60° C är en vanlig rekommendation för förrådsberedare.
Varmvattenberedare kan delas in i tre kategorier:
- Genomströmningsberedare, där vattnet värms av värmeväxling när det strömmar igenom beredaren på väg till tappstället.
- Förrådsberedare, där en viss volym vatten hålls uppvärmd och ackumuleras för att finnas tillhands vid tappning.
- Beredare med plattvärmeväxlare. Vattnet värms i takt med att det används och är vanligt i fjärrvärmeanslutna fastigheter.